# アース・スターノベル
アース・スターノベル（EARTH STAR NOVEL）は、アース・スター エンターテイメントから刊行されているライトノベル系小説レーベル。2014年12月より創刊。

## 概要
2014年にレーベル創刊、2021年11月現在の時点で343冊を刊行。小説投稿サイト「小説家になろう」で発表されているWeb小説から厳選し、出版することを目的としている。「ようこそ、異世界へ！」をキャッチコピーに、特に異世界ジャンルに力を入れている。
2022年6月1日よりアース・スターノベルで刊行されていたレーベル内レーベルが、新レーベルのアース・スター ルナとして独立創刊された。
同社のコミック編集部であるコミックアース・スター、ならびに他社によるコミカライズ作品も多い。

## 作品一覧
アース・スターノベル 刊行タイトル一覧より（2024年12月現在）。
- 完結済み作品は太字
- 他レーベルへ移籍した作品は、移籍前の時点における巻数を示す。

### あ行
| タイトル | 著者           | イラスト       | 巻数    | 備考                      |
| --- | -------------- | -------------- | ------- | ------------------------- |
| アイゼン・イェーガー | 来生直紀       | 新堂アラタ     | 既刊1巻 |                           |
| アイランド・ツクール 転生したらスローライフ系のゲームでした。のんびり島を育てます                                                      | 長野文三郎     | syow           | 既刊1巻 |                           |
| 悪徳領主ルドルフの華麗なる日常 | 増田匠見       | さかもと侑     | 既刊1巻 |                           |
| 悪役転生者の生存戦略〜ゲームキャラに転生したら死亡フラグ（ヒロイン）に囲まれていました〜                                               | 高葉瑞穂       | ハル犬         | 既刊1巻 |                           |
| 悪役令嬢、拾いました | 玉響なつめ     | あかつき聖     | 既刊1巻 |                           |
| 姉に言われるがままに特訓をしていたら、とんでもない強さになっていた弟〜やがて最強の姉を超える〜                                         | 吉田杏         | スコッティ     | 既刊3巻 |                           |
| いきなり大魔導! | あけちともあき | 外道           | 既刊1巻 |                           |
| 生贄第二皇女の困惑 敵国に人質として嫁いだら不思議と大歓迎されています                                                                  | 真波潜         | さくらもち     | 既刊2巻 |                           |
| 異世界お好み焼きチェーン 〜大阪のオバチャン、美少女剣士に転生して、お好み焼き布教！〜                                                  | 森田季節       | シソ           | 既刊1巻 |                           |
| 異世界銭湯♨〜松の湯へようこそ〜 | 大場鳩太郎     | しわすだ       | 既刊1巻 |                           |
| 異世界最強は大家さんでした | ゆうたろう     | okama          | 既刊3巻 |                           |
| 異世界姉妹と始める領地経営 婚約者が前世の妹で逃げられない                                                                              | 緋色の雨       | 椋本夏夜       | 既刊1巻 |                           |
| 異世界倉庫の管理人さん | 黒井へいほ     | jaco           | 既刊1巻 |                           |
| 異世界転移して教師になったが、魔女と恐れられている件〜王族も貴族も関係ないから真面目に授業を聞け〜                                     | 井上みつる     | 鈴ノ           | 既刊1巻 |                           |
| 異世界は猫と共に システムエンジニアが挑む領地再建の魔法具開発                                                                          | ぱげ           | 又市マタロー   | 既刊2巻 |                           |
| 異世界をフリマスキルで生き延びます。〜いいね☆を集めてお手軽スキルゲット〜                                                              | 深見おしお     | nima           | 既刊1巻 |                           |
| インチキ聖女と言われたので、国を出てのんびり暮らそうと思います                                                                         | 日之影ソラ     | Chum           | 既刊2巻 | アース・スター ルナへ移籍 |
| ヴェルシュタイン公爵の再誕〜オジサマとか聞いてない。〜                                                                                 | 藤原都斗       | りりんら       | 既刊1巻 |                           |
| 生まれた直後に捨てられたけど、前世が大賢者だったので余裕で生きてます                                                                   | 九頭七尾       | 鍋島テツヒロ   | 既刊5巻 |                           |
| 裏庭の隠しダンジョンで「起業」し、年収120億円を達成するための戦略                                                                      | 三上康明       | ttl            | 既刊1巻 |                           |
| 運命の悪魔に見初められたんだが、あまりに純で可愛すぎる件について                                                                       | 47AgDragon     | 47AgDragon     | 既刊1巻 |                           |
| 王空騎士団と救国の少女 世界最速の飛翔能力者アイリス                                                                                    | 守雨           | 松尾葉月       | 既刊2巻 |                           |
| 王家から追放された俺、魔物はびこる森で超速レベルアップします〜最弱スキルと馬鹿にされた『鑑定』の正体は、全てを見通す『神の目』でした〜 | 熊乃げん骨     | チーコ         | 既刊1巻 |                           |
| 大江戸コボルト -幻想冒険奇譚 江戸に降り立った犬獣人-                                                                                   | 風楼           | はてなときのこ | 既刊1巻 |                           |
| 大相撲令嬢 | 川獺右端       | 村上ゆいち     | 既刊1巻 | アース・スター ルナへ移籍 |
| おっさんがびじょ。 | 山田まる       | 藤田香         | 全5巻   |                           |
| おっさん、聖剣を抜く。 〜スローライフからそして伝説へ〜                                                                                | スフレ         | 猫猫猫         | 既刊1巻 |                           |
| お嬢様、どうかニンジャはおやめください!                                                                                                | 青本計画       | 乾和音         | 既刊1巻 |                           |
| オレの恩返し 〜ハイスペック村づくり〜                                                                                                  | ハーーナ殿下   | 植田亮         | 既刊4巻 |                           |
| 俺のメガネはたぶん世界征服できると思う。                                                                                               | 南野海風       | ネコメガネ     | 既刊3巻 |                           |
| 俺は全てを【パリイ】する 〜逆勘違いの世界最強は冒険者になりたい〜                                                                      | 鍋敷           | カワグチ       | 既刊9巻 |                           |
| 俺は料理と家事で魔王を骨抜きにする〜異世界から始まる主夫無双〜                                                                         | あまうい白一   | U35            | 既刊1巻 |                           |

### か行
| タイトル | 著者                 | イラスト           | 巻数    | 備考 |
| --- | -------------------- | ------------------ | ------- | ---- |
| ガイド役の天使を殴り倒したら、死霊術師になりました 〜裏イベントを最速で引き当てた結果、世界が終焉を迎えるそうです〜 | エリーゼ             | がわこ             | 既刊3巻 |      |
| 怪力魔法ウォーリア系転生TSアラサー不老幼女新米侍女                                                                  | Leni                 | ハル犬             | 既刊1巻 |      |
| 『（株）総合勇者派遣サービス』〜綺麗なお姉さんと異世界無双ライフ〜                                                  | シンギョウガク       | 冬馬来彩           | 既刊1巻 |      |
| 神様なんか信じてないけど、【神の奇跡】はぶん回す 〜自分勝手に魔法を増やして、異世界で無双する〜                     | リウト銃士           | 桜河ゆう           | 既刊2巻 |      |
| 神薙少女は普通でいたい                                                                                              | 道草家守             | マニャ子           | 単巻    |      |
| 偽典・演義 〜とある策士の三國志〜                                                                                   | 仏ょも               | 流刑地アンドロメダ | 既刊8巻 |      |
| 【急募】捨てられてたドラゴン拾った【飼い方】                                                                        | アッサムてー         | とぴあ             | 既刊2巻 |      |
| 京都多種族安全機構                                                                                                  | 赤井紅介             | 植田亮             | 既刊1巻 |      |
| 禁断師弟でブレイクスルー 〜勇者の息子が魔王の弟子で何が悪い〜                                                       | アニッキーブラッザー | 竜徹               | 既刊2巻 |      |
| クール美女系先輩が家に泊まっていけとお泊まりを要求してきました……                                                    | 識原佳乃             | しぐれうい         | 既刊1巻 |      |
| 国に最強のバリアを張ったら平和になりすぎて追放されました。                                                          | CK                   | トモゼロ           | 全3巻   |      |
| 首斬り特待生〜1000人を処刑した死刑執行人、魔術学園に入学する〜                                                      | 空松蓮司             | yujiyuji           | 既刊1巻 |      |
| 賢者の教室〜出席するだけでレベルアップ                                                                              | 三木なずな           | なたーしゃ         | 既刊1巻 |      |
| 攻略対象たちに気に入られるとかどうでもいいです。私は私らしく、自由にさせていただきます!                             | 斧名田マニマニ       | ファルまろ         | 既刊1巻 |      |
| この行く道は明るい道                                                                                                | ナハァト             | 竹花ノート         | 既刊1巻 |      |

### さ行
| タイトル | 著者                                             | イラスト                                         | 巻数     | 備考                      |
| --- | ------------------------------------------------ | ------------------------------------------------ | -------- | ------------------------- |
| 最強エルフたちと送る最高のスローライフ〜転生した200年後の世界の中心にいたのは、かつて俺に仕えていた6人のエルフでした〜 | 破綻郎                                           | 植田亮                                           | 既刊2巻  |                           |
| 最強呪族転生〜チート魔術師のスローライフ〜                                                                             | 猫子                                             | Mika Pikazo                                      | 既刊5巻  |                           |
| 最強パーティーの雑用係 〜おっさんは、無理やり休暇を取らされたようです〜                                                | peco                                             | bun150                                           | 既刊3巻  |                           |
| 最強魔王のドラゴン赤ちゃん育児戦記                                                                                     | あけちともあき                                   | 三弥カズトモ                                     | 既刊1巻  |                           |
| 最弱骨少女は進化したい!                                                                                                | kamimaro                                         | フミオ                                           | 既刊1巻  |                           |
| 雑草転生〜エルフの里で大切に育てられてます〜                                                                           | 天然水珈琲                                       | にじまあるく                                     | 既刊3巻  |                           |
| 死に戻りの魔法学校生活を、元恋人とプロローグから （※ただし好感度はゼロ）                                               | 六つ花えい子                                     | 秋鹿ユギリ                                       | 全3巻    | アース・スター ルナへ移籍 |
| 借金少年の成り上がり 『万能通貨』スキルでどんなものでも楽々ゲット                                                      | 猫丸                                             | 狐印                                             | 既刊1巻  |                           |
| 新入りは騎士団長!〜デスクワークから逃げ出した歴戦の騎士団長、一からやり直すために見習い騎士になる〜                    | 狭倉朏                                           | 赤井てら                                         | 既刊1巻  |                           |
| 人外恋愛譚 | 山田まる、道草家守、結木さんと、三国司、真弓りの | 椋本夏夜、植田亮、三弥カズトモ、白味噌、フジシマ | 単巻     |                           |
| ジンニスタン | 二宮酒匂                                         | 中島鯛                                           | 既刊1巻  |                           |
| 人狼への転生、魔王の副官                                                                                               | 漂月                                             | 西E田                                            | 既刊13巻 | SQEXノベルへ移籍          |
| スライムなダンジョンから天下をとろうと思う。                                                                           | 再藤                                             | 椎名優                                           | 既刊4巻  |                           |
| 聖女に散々と罵られたが、夜の彼女は意外と可愛い                                                                         | 緋色の雨                                         | ふーみ                                           | 既刊1巻  |                           |
| 聖剣、解体しちゃいました                                                                                               | 心裡                                             | シソ                                             | 既刊2巻  |                           |
| 贅沢三昧したいのです! 転生したのに貧乏なんて許せないので、魔法で領地改革                                               | みわかず                                         | 沖史慈宴                                         | 全5巻    |                           |
| 世界最強の努力家 〜才能が【努力】だったので効率良く規格外の努力をしてみる〜                                            | 蒼乃白兎                                         | 紅林のえ                                         | 全3巻    |                           |
| 世界最強の兵器 200年後に目覚める―物理無双で二度目の大英雄―                                                             | ケンノジ                                         | 東西                                             | 既刊1巻  |                           |
| 戦姫アリシア物語 婚約破棄してきた王太子に渾身の右ストレート叩き込んだ公爵令嬢のはなし                                  | 長門佳祐                                         | 葉山えいし（1巻）、あんべよしろう（2巻）         | 既刊2巻  | アース・スター ルナへ移籍 |
| 戦鬼と呼ばれた男、王家に暗殺されたら娘を拾い、一緒にスローライフをはじめる                                             | ハーーナ殿下                                     | DeeCHA                                           | 既刊2巻  |                           |
| 戦国小町苦労譚 | 夾竹桃                                           | 平沢下戸                                         | 17巻     |                           |
| 潜在魔力0だと思っていたら、実は10000だったみたいです                                                                   | どらねこ                                         | 植田亮                                           | 既刊2巻  |                           |
| 潜伏賢者は潜めない〜若返り隠者の学院戦記〜                                                                             | 漂月                                             | えいひ                                           | 既刊1巻  |                           |
| 即死チートが最強すぎて、異世界のやつらがまるで相手にならないんですが。                                                 | 藤孝剛志                                         | 成瀬ちさと                                       | 全15巻   | 本編14巻+後始末篇         |
| その亀、地上最強 | しんこせい                                       | 福きつね                                         | 全3巻    |                           |
| その者。のちに… | ナハァト                                         | 三弥カズトモ                                     | 全13巻   |                           |

### た行
| タイトル | 著者           | イラスト     | 巻数     | 備考                      |
| --- | -------------- | ------------ | -------- | ------------------------- |
| 大魔王が倒せない | 藤孝剛志       | 瑚澄遊智     | 既刊3巻  |                           |
| 大陸英雄戦記 | 悪一           | ニリツ       | 既刊3巻  |                           |
| 駄菓子屋ヤハギ 異世界に出店します                                                                                                | 長野文三郎     | 寝巻ネルゾ   | 全4巻    |                           |
| 助けて! Goodfull先生!! | 高田田         | りーん       | 既刊1巻  |                           |
| たとえばお伽噺に出てくるような、そんな魔法使い                                                                                   | きなこ軍曹     | 裕           | 既刊1巻  |                           |
| 魂を半分喰われたら女神様に同情された?                                                                                            | 柚月雪芳       | 外道         | 既刊2巻  |                           |
| 誰でも使える身体強化を鍛え続けたら、滅茶苦茶強くなってました 人類最強の無能者!?                                                  | 木嶋隆太       | マグカップ   | 既刊1巻  |                           |
| ダンジョン農家! 〜モンスターと始めるハッピーライフ〜                                                                             | ぐう鱈         | しゅがお     | 既刊2巻  |                           |
| ダンジョン娘とハーレムしたい! 〜レベル1冒険者ゼロの英雄譚〜                                                                      | 三河ごーすと   | フジシマ     | 既刊1巻  |                           |
| 小さな妖精に転生しました〜好き勝手に過ごしていたら色々問題が解決していたようです〜                                               | fe             | riritto      | 既刊1巻  |                           |
| ちっちゃい使徒とでっかい犬はのんびり異世界を旅します                                                                             | えぞぎんぎつね | 玖珂つかさ   | 既刊4巻  |                           |
| 調教師は魔物に囲まれて生きていきます。                                                                                           | 七篠龍         | 竹花ノート   | 既刊1巻  |                           |
| 町人Aは悪役令嬢をどうしても救いたい                                                                                              | 一色孝太郎     | Parum        | 全3巻    |                           |
| 追放貴族は最強スキル《聖王》で辺境から成り上がる〜背教者に認定された俺だけどチートスキルでモフモフも聖女も仲間にしちゃいました〜 | 丘野優         | TAPI岡       | 既刊2巻  |                           |
| 追放されたお荷物テイマー、世界唯一のネクロマンサーに覚醒する〜ありあまるその力で自由を謳歌していたらいつの間にか最強に〜         | すかいふぁーむ | 日向あずり   | 全3巻    |                           |
| ティタン アッズワースの戦士隊 | 白色粉末       | 獅子猿       | 既刊1巻  |                           |
| 敵性最強種が俺にイチャラブしたがるお義母さんになったんですが?!                                                                   | 中文字         | イチケイ     | 単巻     |                           |
| 転移に巻き込まれた歌舞伎町のネズミ                                                                                               | 谷明           | 平戸三平     | 既刊1巻  |                           |
| 天界に裏切られた最強勇者は、魔王と○○した。                                                                                       | 月島秀一       | ふーみ       | 既刊1巻  |                           |
| 転生吸血鬼さんはお昼寝がしたい                                                                                                   | ちょきんぎょ。 | 47AgDragon   | 全8巻    |                           |
| 転生したけど0レベル 〜チートがもらえなかったちびっ子は、それでも頑張ります〜                                                     | 杉田もあい     | 高瀬コウ     | 既刊2巻  |                           |
| 転生した大聖女は、聖女であることをひた隠す                                                                                       | 十夜           | chibi        | 既刊10巻 |                           |
| 転生した大聖女は、聖女であることをひた隠す ZERO                                                                                  | 十夜           | chibi        | 既刊5巻  |                           |
| 転生したら孤児になった! 魔物に育てられた魔物使い（剣士）                                                                         | 壱弐参         | 濱元隆輔     | 既刊3巻  |                           |
| 転生したらドラゴンの卵だった 〜最強以外目指さねぇ〜                                                                              | 猫子           | NAJI柳田     | 既刊12巻 | SQEXノベルへ移籍          |
| 転生したら兵士だった?!〜赤い死神と呼ばれた男〜                                                                                   | 師裏剣         | 白味噌       | 全3巻    |                           |
| 転生してから40年。そろそろ、おじさんも恋がしたい。                                                                               | 清露           | ぎうにう     | 既刊2巻  |                           |
| 転生してハイエルフになりましたが、スローライフは120年で飽きました                                                                | らる鳥         | しあびす     | 全8巻    |                           |
| 転生少年の錬金術師道 | ルケア         | 赤井てら     | 既刊2巻  |                           |
| 転生前は男だったので逆ハーレムはお断りしております                                                                               | 森下りんご     | みわべさくら | 既刊2巻  |                           |
| 転生料理研究家は今日もマイペースに料理を作る あなたに興味はございません                                                          | 狭山ひびき     | みわべさくら | 既刊1巻  | アース・スター ルナへ移籍 |
| 転生令嬢が国王陛下に溺愛されるたった一つのワケ                                                                                   | アルト         | ひろせ       | 既刊2巻  |                           |
| ドイツ軍召喚ッ!〜勇者達に全てを奪われたドラゴン召喚士、元最強は復讐を誓う〜                                                      | LA軍           | 山椒魚       | 既刊3巻  |                           |
| トカゲ主夫。－星喰いドラゴンと地球ごはん－                                                                                       | 山田まる       | 海鳥千本     | 単巻     |                           |
| 特殊ギフト「亜空間ホテル」で異世界をのんびり探索しよう                                                                           | 風と空         | ゆーにっと   | 既刊2巻  |                           |
| ドラゴンさんは友達が欲しい! | 道草家守       | 白味噌       | 全5巻    |                           |
| ドラゴンは寂しいと死んじゃいます 〜レベッカたんのにいたんは人類最強の傭兵〜                                                      | 藤原ゴンザレス | エナミカツミ | 既刊5巻  |                           |

### な行
| タイトル                                                                                               | 著者       | イラスト       | 巻数     | 備考 |
| --- | ---------- | -------------- | -------- | ---- |
| なぜかうちの店が異世界に転移したんですけど誰か説明お願いします                                         | 蒼井茜     | Aちき          | 既刊1巻  |      |
| なんか、妹の部屋にダンジョンが出来たんですが                                                           | 薄味メロン | カスカベアキラ | 既刊1巻  |      |
| 二度転生した少年はSランク冒険者として平穏に過ごす 〜前世が賢者で英雄だったボクは来世では地味に生きる〜 | 十一屋翠   | がおう         | 既刊11巻 |      |
| 二度目の地球で街づくり 開拓者はお爺ちゃん                                                              | 舞         | 東条さかな     | 既刊1巻  |      |
| 人間だけど魔王軍四天王に育てられた俺は、魔王の娘に愛され支配属性の権能を与えられました。               | 左リュウ   | mmu            | 既刊2巻  |      |

### は行
| タイトル | 著者             | イラスト     | 巻数     | 備考                                    |
| --- | ---------------- | ------------ | -------- | --------------------------------------- |
| 葉隠桜は嘆かない                                                                                                   | 玖洞             | つくぐ       | 既刊1巻  |                                         |
| 化け物になろうオンライン〜本日のメインディッシュは勇者一行です〜                                                   | 蒼井茜           | 茨乃         | 既刊1巻  |                                         |
| 外れスキル「世界図書館」による異世界の知識と始める『産業革命』〜ファイアーアロー？うるせえ、こっちはライフルだ!!〜 | 高野ケイ         | riritto      | 既刊2巻  |                                         |
| 反逆のソウルイーター 〜弱者は不要といわれて剣聖（父）に追放されました〜                                            | 玉兎             | 夕薙         | 既刊8巻  |                                         |
| パンの国は近づいた!                                                                                                | もちもち物       | 歌留多あんず | 既刊1巻  |                                         |
| 万魔の主の魔物図鑑─最高の仲間モンスターと異世界探索─                                                               | Mr.ティン        | 詰め木       | 既刊4巻  |                                         |
| 美脚ミミック、ハルミさん〜転生モンスター異世界成り上がり伝説〜                                                     | 藤孝剛志         | 夕薙         | 既刊1巻  |                                         |
| 貧乏貴族ノードの冒険譚                                                                                             | 黒川彰一         | エナミカツミ | 既刊2巻  |                                         |
| 夫婦で営むモンスターファーム〜目指せ、まったりスローライフ〜                                                       | 三田白兎         | 村上ゆいち   | 既刊1巻  |                                         |
| 文官ワイト氏と白き職場                                                                                             | 漆黒の豆腐       | フミオ       | 既刊1巻  |                                         |
| 平穏を望む魔導師の平穏じゃない日常 〜うちのメイドに振り回されて困ってるんですけど〜                                | 笹塔五郎         | 竹花ノート   | 既刊1巻  |                                         |
| ヘルモード 〜やり込み好きのゲーマーは廃設定の異世界で無双する〜                                                    | ハム男           | 藻           | 既刊10巻 |                                         |
| 辺境都市まるごと俺のダンジョン化計画 〜四天王に最弱は無用と追放されたので、新たな仲間と最強の拠点をつくる〜        | 伊坂枕           | なかむら     | 既刊1巻  |                                         |
| 冒険者ギルドのチート経営改革 魔神に育てられた事務青年、無自覚支援で大繁盛                                          | ハーーナ殿下     | ネコメガネ   | 既刊1巻  |                                         |
| 冒険者クビにされたので、嫌がらせで隣にスイーツ店ぶっ建ててみる                                                     | 瀬戸メグル       | フジシマ     | 既刊1巻  |                                         |
| 冒険者高専冒険科 女冒険者のLEVEL UPをじっくり見守る俺の話                                                          | つよぐち2号      | ネコメガネ   | 既刊1巻  |                                         |
| 冒険者になりたいと都に出て行った娘がSランクになってた                                                              | 門司柿家         | toi8         | 全12巻   | 本編11巻+小品集、小品集は電子書籍版のみ |
| 星斬りの剣士 | アルト           | ろるあ       | 既刊2巻  |                                         |
| ホムンクルスはROMらない〜異世界にいるホムンクルスがレス返ししてきた件〜                                            | 五月雨きょうすけ | マシマサキ   | 既刊1巻  |                                         |

### ま行
| タイトル | 著者           | イラスト       | 巻数     | 備考                      |
| --- | -------------- | -------------- | -------- | ------------------------- |
| 魔王ですが起床したら城が消えていました。 | みなかみしょう | 白味噌         | 既刊1巻  |                           |
| 魔王とアン まったりゆったり世界征服 | 47AgDragon     | 47AgDragon     | 既刊1巻  |                           |
| 魔王に育てられた勇者の息子の俺が、お姫様の専属騎士に任命されました。                                                                          | スフレ         | 猫猫猫         | 既刊1巻  |                           |
| 魔石屋アレキサンドライトへようこそ 〜規格外の特級宝石師とモフモフ宝石獣の異世界繁盛記〜                                                       | 虎戸リア       | riritto        | 全4巻    |                           |
| マタギの孫をなめんなよ! | ハーーナ殿下   | よー清水       | 既刊12巻 |                           |
| 魔物喰らいの冒険者 | 錬金王         | かわく         | 既刊2巻  |                           |
| 三日月が新たくなるまで俺の土地!〜マイナー武将「新田政盛」に転生したので野望MAXで生きていきます〜                                              | 篠崎冬馬       | 長沢克泰       | 既刊1巻  |                           |
| 無自覚聖女は今日も無意識に力を垂れ流す 今代の聖女は姉ではなく、妹の私だったみたいです                                                         | あーもんど     | あんべよしろう | 既刊2巻  | アース・スター ルナへ移籍 |
| 無職の英雄 別にスキルなんか要らなかったんだが                                                                                                 | 九頭七尾       | 上田夢人       | 既刊4巻  |                           |
| メイズイーター | 長見雄一       | 椋本夏夜       | 既刊2巻  |                           |
| メイドなら当然です。 濡れ衣を着せられた万能メイドさんは旅に出ることにしました                                                                 | 三上康明       | キンタ         | 既刊6巻  |                           |
| 元勇者のおっさん、転生して宿屋を手伝う 勇者に選ばれ親孝行できなかった俺は、アイテムとステータスを引き継ぎ、過去へ戻って実家の宿屋を繁盛させる | 茨木野         | へいろー       | 既刊1巻  |                           |
| もふもふとむくむくと異世界漂流生活 | しまねこ       | れんた         | 既刊9巻  |                           |

### や行
| タイトル | 著者       | イラスト   | 巻数    | 備考 |
| --- | ---------- | ---------- | ------- | ---- |
| 野生のラスボスが現れた!                                                                                       | 炎頭       | YahaKo     | 全9巻   |      |
| 優しさしか取り柄がない僕だけど、幻の超レアモンスターを助けたら懐かれちゃったみたい                            | ねこ鍋     | 日向あずり | 既刊1巻 |      |
| やりなおし転生＊俺の異世界冒険譚                                                                              | makuro     | 椋本夏夜   | 全3巻   |      |
| 悠久の愚者アズリーの、賢者のすゝめ                                                                            | 壱弐参     | 武藤此史   | 全14巻  |      |
| 勇者召喚されたけど俺だけ村人だった件 でも実は村人こそが最強だったので生産職を極めてカレーの伝道師を目指します | 一色孝太郎 | ももいろね | 既刊1巻 |      |
| 勇者のお兄さまは、ある日オオカミ少女を拾いました!!                                                            | 藍玉しずく | こーやふ   | 既刊1巻 |      |

### ら行
| タイトル                                          | 著者     | イラスト       | 巻数     | 備考 |
| ------------------------------------------------- | -------- | -------------- | -------- | ---- |
| 雷帝のメイド                                      | なこはる | ヤスダスズヒト | 既刊1巻  |      |
| リッチは静かに暮らしたい                          | 烏丸鳥丸 | 植田亮         | 既刊2巻  |      |
| 流星の山田君 ―PRINCE OF SHOOTING STAR―            | 神埼黒音 | 姐川           | 既刊1巻  |      |
| 竜姫と怠惰な滅竜騎士 幼馴染達が優秀なので面倒な件 | rabbit   | とぴあ         | 既刊1巻  |      |
| 領民0人スタートの辺境領主様                       | 風楼     | キンタ         | 既刊12巻 |      |

### わ行
| タイトル                                                                                | 著者                    | イラスト   | 巻数     | 備考             |
| --------------------------------------------------------------------------------------- | ----------------------- | ---------- | -------- | ---------------- |
| 若返りの錬金術師〜史上最高の錬金術師が転生したのは、錬金術が衰退した世界でした〜        | えぞぎんぎつね          | ユウマ     | 既刊2巻  |                  |
| 脇役艦長の異世界航海記 〜エンヴィランの海賊騎士〜                                       | 漂月                    | えっか     | 全3巻    |                  |
| 私、異世界で精霊になりました。 なんだか最強っぽいけど、ふわふわ気楽に生きたいと思います | かっぱん                | キッカイキ | 既刊2巻  |                  |
| 私、能力は平均値でって言ったよね!                                                       | FUNA                    | 亜方逸樹   | 既刊13巻 | SQEXノベルへ移籍 |
| 私、能力は平均値でって言ったよね! リリィのキセキ                                        | 赤井紅介 （原作：FUNA） | 亜方逸樹   | 単巻     |                  |
| 私の従僕                                                                                | トール                  | La-na      | 既刊2巻  |                  |
| わたしはふたつめの人生をあるく!                                                         | 小択出新都              | くろでこ   | 既刊2巻  | SQEXノベルへ移籍 |

## アニメ化作品

### アース・スターノベル
| 作品                                                                   | 放送年          | アニメーション制作 | 備考     |
| ---------------------------------------------------------------------- | --------------- | ------------------ | -------- |
| 私、能力は平均値でって言ったよね!                                      | 2019年          | project No.9       |          |
| 冒険者になりたいと都に出て行った娘がSランクになってた                  | 2023年          | 颱風グラフィックス |          |
| 即死チートが最強すぎて、異世界のやつらがまるで相手にならないんですが。 | 2024年          | オクルトノボル     |          |
| 俺は全てを【パリイ】する 〜逆勘違いの世界最強は冒険者になりたい〜      | 2024年（第1期） | OLM                |          |
| 俺は全てを【パリイ】する 〜逆勘違いの世界最強は冒険者になりたい〜      | 未公表（第2期） | 未公表             |          |
| 野生のラスボスが現れた!                                                | 2025年          | ワオワールド       |          |
| 無職の英雄 別にスキルなんか要らなかったんだが                          | 2025年          | studio A-CAT       |          |
| ヘルモード 〜やり込み好きのゲーマーは廃設定の異世界で無双する〜        | 2026年          | 未公表             |          |
| 転生した大聖女は、聖女であることをひた隠す                             | 2026年          | FelixFilm          |          |
| 転生したらドラゴンの卵だった〜最強以外目指さねぇ〜                     | 2026年          | 画狂 FelixFilm     | [ 注 1 ] |
| 領民0人スタートの辺境領主様                                            | 未公表          | animation studio42 |          |

### アース・スター ルナ
| 作品                                                                                  | 放送年 | アニメーション制作 | 備考 |
| ------------------------------------------------------------------------------------- | ------ | ------------------ | ---- |
| 無自覚聖女は今日も無意識に力を垂れ流す 今代の聖女は姉ではなく、妹の私だったみたいです | 未公表 | 未公表             |      |